# سنجد (شیروان)
سنجد روستایی در دهستان قوشخانه پایین بخش قوشخانه شهرستان شیروان استان خراسان شمالی ایران است. مردم این روستا به زبان ترکی خراسانی سخن می‌گویند.

## جمعیت
بر پایه سرشماری عمومی نفوس و مسکن در سال ۱۳۹۵ جمعیت این مکان ۱٬۱۳۵ نفر (۳۱۳خانوار) بوده‌است.